# کوزنتسوفسکی (شهرستان کویورگازینسکی، باشقیرستان)
کوزنتسوفسکی (انگلیسی: Kuznetsovsky, Kuyurgazinsky District, Republic of Bashkortostan) یک شهرک در شهرستان کویورگازینسکی جمهوری باشقیرستان در کشور روسیه است.